# Трумпельдор, Иосиф
Иосиф Владимирович (Вольфович) Трумпельдор (21 ноября (3 декабря) 1880 года, Пятигорск, Российская империя — 1 марта 1920, Тель-Хай, Галилея, Палестина; ивр. יוסף טרומפלדור‎) — еврейский политический и общественный деятель, российский, позже — британский военный, полный кавалер Знака отличия Военного ордена. Один из главных активистов раннего сионистского движения. Организатор отрядов еврейской самообороны в поселениях еврейских репатриантов Палестины.

## Биография
Родился в семье старшего фельдшера ростовской Еврейской больницы Вольфа Самойловича Трумпельдора (1837—?), перебравшегося с семьёй в Ростов из Пятигорска в 1883 году. Окончил хедер и городское училище в Ростове-на-Дону, после чего изучал зубоврачебное дело. Работал дантистом. Трумпельдор мечтал о создании в Палестине еврейских сельскохозяйственных коммун, которые в случае необходимости следовало защищать с оружием в руках.

### Российская империя
В 1902 году Трумпельдор был призван в российскую армию и назначен в часть, расположенную в Киевском военном округе. После начала русско-японской войны Иосиф написал рапорт с просьбой отправить его на фронт. Став военфельдшером 27-го Восточно-Сибирского полка, дислоцированного в Порт-Артуре, он добился перевода в полковую разведку. При обороне Порт-Артура Трумпельдор был тяжело ранен в бою и потерял левую руку. Однако отказался от демобилизации и обратился с рапортом о возвращении на передовую:

Ефрейтор 7 роты Иосиф Трумпельдор, обращаясь в докладной записке от 24 числа к своему ротному командиру, пишет:
«У меня осталась одна рука; но эта одна — правая. А потому, желая по-прежнему делить с товарищами боевую жизнь, прошу ходатайства Вашего благородия о выдаче мне шашки и револьвера».
Трумпельдор был прикомандирован к госпиталю, где он имел возможность быть избавленным от смертельной опасности и трудностей окопной жизни, но он пошёл добровольцем на передовую линию фронта, где неоднократно показал чудеса храбрости…
Будучи тяжело раненным, Трумпельдор не пожелал воспользоваться законным правом обратиться в инвалида и презирая опасность, вновь предложил свою полуискалеченную жизнь на борьбу с врагом. Трумпельдор приносит на благо Родины больше того, что требуется нашей присягой, и поступок его заслуживает быть вписанным золотыми буквами в историю полка.
Награждаю его Георгиевским крестом и произвожу в старшие унтер-офицеры.
Приказ этот прочесть по всем ротам, батареям и отдельным частям и побеседовать с солдатами по содержанию Приказа.
— комендант крепости Порт-Артур, генерал-лейтенант К. Н. Смирнов, приказ от 29 ноября 1904 г.
Просьба солдата-героя была удовлетворена. После капитуляции Порт-Артура Трумпельдор был отправлен в Японию, в лагерь для военнопленных, где заботился о пленных, особенно евреях, и организовал сионистскую группу и группу еврейских солдат, целью которых стало создание сельскохозяйственной коммуны в Эрец-Исраэль. В 1906 году получил чин зауряд-прапорщика (то есть старшего унтер-офицера с офицерскими полномочиями, чин присваивался как временный до сдачи офицерского экзамена), и продолжил воинскую службу, однако поняв, что как иудею, получить звание подпрапорщика или сдать офицерский экзамен на звание подпоручика практически невозможно, уволился в 1908 году из армии, получив чин прапорщика запаса (присваивался только при увольнении в запас), таким образом, став офицером РИА.
После войны Трумпельдор поступил на юридический факультет Санкт-Петербургского университета. Одновременно он собирал единомышленников, готовых участвовать в создании сельскохозяйственной коммуны в Палестине; целью группы было освобождение еврейского народа от национального угнетения путём обеспечения его независимого существования в Эрец-Исраэль.

### Репатриация в Палестину
В 1911 году репатриировался в Палестину. В 1914 году переехал в Египет, где вместе с Владимиром Жаботинским сформировал еврейский отряд погонщиков мулов в рядах британской армии.
В июне 1917 года Трумпельдор вернулся в Россию с целью убедить Временное правительство сформировать в составе русской армии еврейский полк. По его замыслу, полк прорвался бы через турецкий фронт на Кавказе в Эрец-Исраэль.
10—15 октября 1917 года в Киеве под председательством Трумпельдора прошла конференция представителей союзов евреев-воинов, где было принято решение о создании Всеобщей федерации еврейских солдат в России и Всеобщей федерации еврейской самообороны.
В 1918 году создал в России организацию «Хе-Халуц», помогавшую евреям в выезде в Палестину.
В Крыму в 1919 году Трумпельдор создавал отделения движения Хе-Халуц («Пионер») и хахшарот (центры по подготовке к сельскохозяйственному труду в Палестине). 
По возвращении в Палестину руководил созданием отрядов еврейской самообороны. Когда арабские отряды, действовавшие против французских властей Сирии, стали угрожать еврейским поселениям в подмандатной англичанам Верхней Галилее, Трумпельдору было поручено организовать оборону этих поселений. 1 января 1920 года Трумпельдор прибыл на место и вместе с поселенцами и добровольцами из более южных районов приступил к укреплению поселений Тель-Хай, Кфар-Гилади и Метула. 1 марта значительные силы арабов подошли к Тель-Хаю. Во время переговоров с их лидерами завязалась перестрелка, в ходе которой Трумпельдор был ранен в живот. Бой продолжался весь день, и лишь вечером Трумпельдор вместе с другими ранеными был эвакуирован в Кфар-Гилади, однако по дороге скончался. Будучи смертельно ранен, он сказал своим друзьям: «Хорошо умереть за нашу страну!» (ивр. טוב למות בעד ארצנו‎).

## Память
На кладбище, находящемся между Тель-Хаем и Кфар-Гилади, где вместе с другими погибшими в тот день боевыми товарищами похоронен И. Трумпельдор, был сооружён памятник «Рычащий лев».
В 1923 году в честь Трумпельдора была названа молодёжная организация еврейской самообороны «Бейтар».
В 1979 году почтой Израиля выпущены две почтовые марки и конверт первого дня, посвящённые памяти И. Трумпельдора. По случаю 75-летия обороны Тель-Хая был изготовлен специальный штемпель и иллюстрированный конверт с его портретом.
Во многих городах Израиля есть улицы, названные в честь Трумпельдора.
Мемориальные доски в память Трумпельдора установлены в Пятигорске на фасаде дома № 12 на улице Соборной и в Симферополе на доме № 6 на улице Пушкина.

## Награды
- Знак отличия Военного Георгиевского Ордена 4 ст. для христиан № 167085
- Знак отличия Военного Георгиевского Ордена 3 ст. для иноверцев № 451
- Знак отличия Военного Георгиевского Ордена 2 ст. для христиан № 1257
- Знак отличия Военного Георгиевского Ордена 1 ст. для христиан № 449

## Иллюстрации

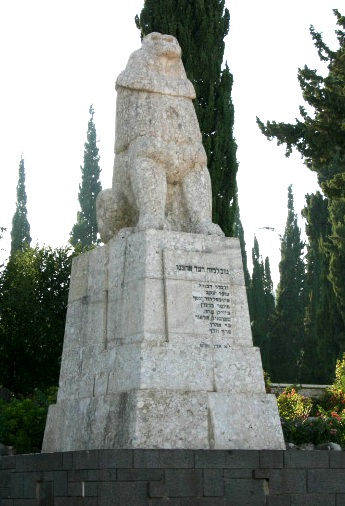
Мемориал Иосифа Трумпельдора в Тель-Хай
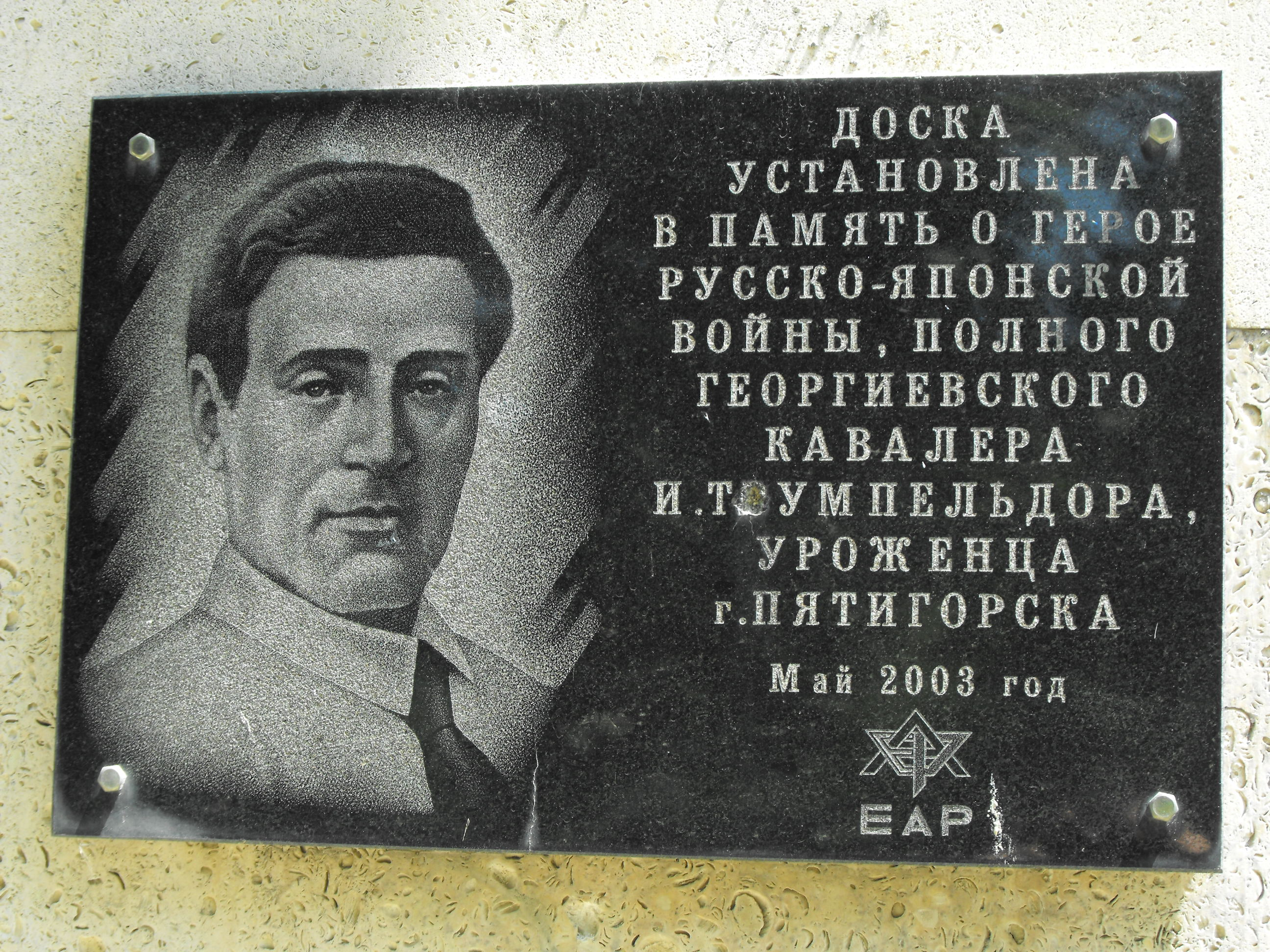
Мемориальная доска в память Трумпельдора в Пятигорске